# Saint-Julien-en-Born
Saint-Julien-en-Born is een gemeente in het Franse departement Landes (regio Nouvelle-Aquitaine). De plaats maakt deel uit van het arrondissement Dax. Saint-Julien-en-Born telde op 1 januari 2022 1.738 inwoners.

## Geografie
De oppervlakte van Saint-Julien-en-Born bedroeg op 1 januari 2022 72,93 vierkante kilometer; de bevolkingsdichtheid was toen 23,8 inwoners per km².

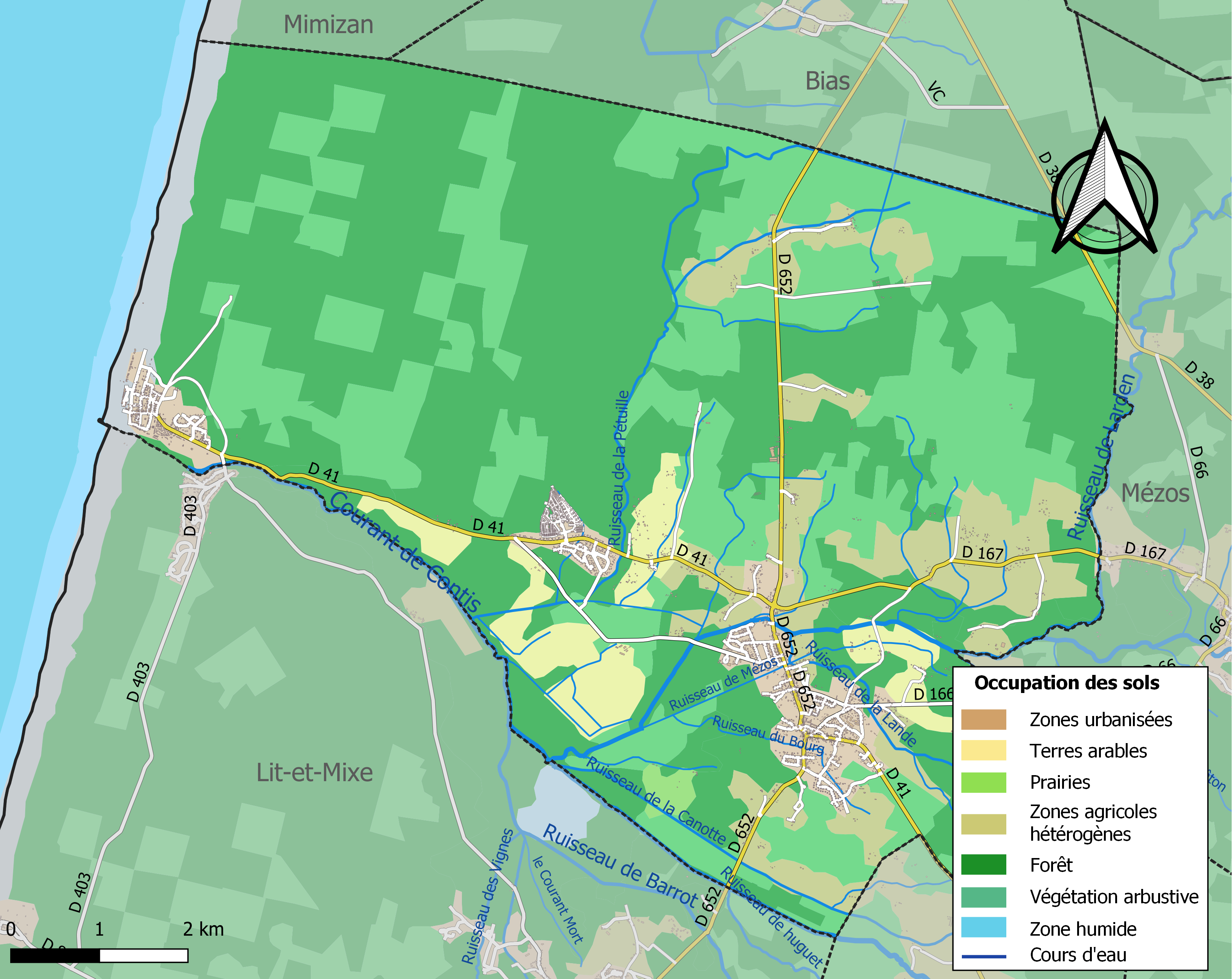
Kaart van de gemeente met de belangrijkste infrastructuur, bodemgebruik en omliggende gemeenten

## Demografie
Onderstaande figuur toont het verloop van het inwonertal (bron: INSEE-tellingen).